# Hämeensaari (ö i Norra Savolax, Inre Savolax, lat 62,83, long 26,91)
Hämeensaari är en ö i Finland. Den ligger i sjön Iisvesi, Virmasvesi och Rasvanki och i kommunen Suonenjoki i den ekonomiska regionen  Inre Savolax ekonomiska region  och landskapet Norra Savolax, i den centrala delen av landet, 300 km norr om huvudstaden Helsingfors. Öns area är 1 hektar och dess största längd är 310 meter i sydöst-nordvästlig riktning.